# مرجع مصرف رژیم غذایی
مرجع مصرف رژیم غذایی (DRI) سیستمی از توصیه‌های تغذیه ای از آکادمی ملی پزشکی (NAM) وابسته به آکادمی ملی (ایالات متحده) است. در سال ۱۹۹۷ به منظور گسترش دستورالعمل‌های موجود به نام مصرف روزانهٔ توصیه شده ماده در رژیم غذایی معرفی شد (RDA). مقادیر DRI با مقادیر مورد استفاده در برچسب‌گذاری تغذیه بر روی محصولات غذایی و مکمل‌های غذایی در ایالات متحده و کانادا متفاوت است، که از مقدار مواد مغذی مورد نیاز روزانه (RDIs) و مقادیر روزانه (%DV) استفاده می‌کنند که بر اساس دستورالعمل‌های قدیمی سال ۱۹۶۸ هستند، اما در سال ۲۰۱۶ بروزرسانی شده‌اند.

مرجع مصرف رژیم غذایی